# Натан, Карл
Карл Ф. Натан (Carl F. Nathan; род. 20 апреля 1946, Нью-Йорк) — американский учёный-медик, иммунолог и фтизиатр.
Профессор Корнеллского университета, где работает уже более 30 лет, член Национальных Академии наук (2011) и Медицинской академии (1998) США. Ратует за разработку новых антибиотиков.

## Биография
Окончил Гарвард-колледж (бакалавр искусств по восточноазиатской истории summa cum laude), где учился с 1963 по 1967 год и принимался в Phi Beta Kappa (1966), а затем — Гарвардскую медицинскую школу со степенью доктора медицины по иммунологии magna cum laude (1972), в том же году принимался в Alpha Omega Alpha. К 1974 году прошёл подготовку в Massachusetts General Hospital, с 1977 года — в штате Рокфеллеровского университета. Первоначально занимался онкологией.
C 1986 года в Weill Cornell Medicine, с 1998 года именной профессор (R.A. Rees Pritchett Professor) и заведующий кафедрой микробиологии и иммунологии.
Также с сентября 2017 года назначенный декан Weill Cornell Graduate School of Medical Sciences.
Являлся директором-основателем Tri-Institutional MD–PhD Program, член совета директоров Tri-Institutional Therapeutics Discovery Institute, научный советник Bridge Medicines.
Член Американской академии искусств и наук (2016) и фелло Американской академии микробиологии (2002). Согласно ISI, 14-й наиболее цитируемый учёный 1990-х годов.
Член редколлегий PNAS и Science Translational Medicine, с 1988 года редактор Journal of Experimental Medicine.
Отмечен премией Роберта Коха (2009), Anthony Cerami Prize in Translational Medicine от Feinstein Institute (2013, первый удостоенный), Milstein Award от International Cytokine & Interferon Society (2016), а также Heritage Healthcare Innovation Award (2017).
Автор более 150 научных статей.